# Усадьба Меллерстэйн

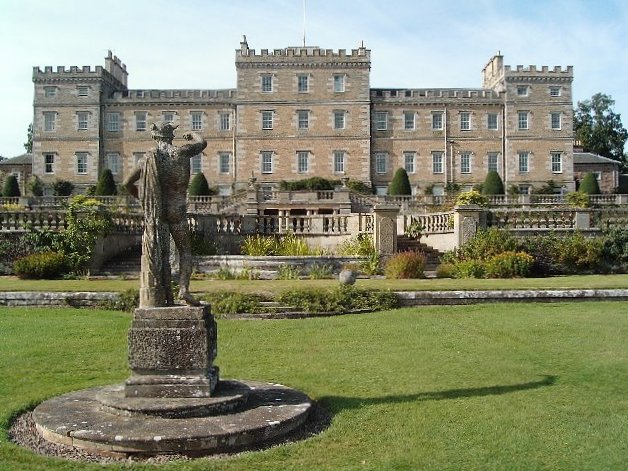
Главный фасад особняка Меллерстэйн

Усадьба Меллерстэйн (англ. Mellerstain House) — величественный дворец с парком в 8 милях к северу от Келсо, в Шотландии. В настоящее время является домом 14-го графа Хаддингтона и является историческим памятником Шотландии, творением знаменитого архитектора Роберта Адама.

## История
Особняк Меллерстэйн был построен между 1725 и 1778 годами. Архитектор Уильям Адам первоначально разработал восточное и западное крылья будущего дворца для Джорджа Бэйли (1664—1738) и его жены леди Гризелл (1665—1746), дочери Патрика Хьюма, графа Марчмонтского. Работа была прекращена после того, как эти части здания были завершены.

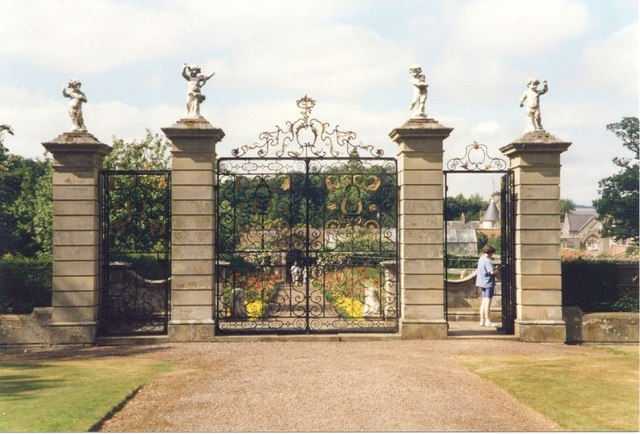
Центральные ворота

Через 45 лет Джордж Бэйли поручил Роберту Адаму, сыну Уильяма Адама, спроектировать и построить центральный корпус особняка. Джордж был вторым сыном Чарльза, лорда Биннинга (1697—1732), наследника 6-го графа Хаддингтона, и он унаследовал поместье Меллерстэйн, когда его тетя Гризелл, леди Мюррей, умерла в 1759 году. Он сменил имя с Гамильтона на Бейли. Его финансовые возможности позволяли продолжить строительство роскошного дворца в стиле классицизма.
Роберт Адам был весьма популярным и востребованным архитектором того времени. В наши дни этот особняк, возможно, является единственным оставшимся завершенным зданием, спроектированным Робертом Адамом, так как большинство других его работ были дополнением к существующим зданиям.

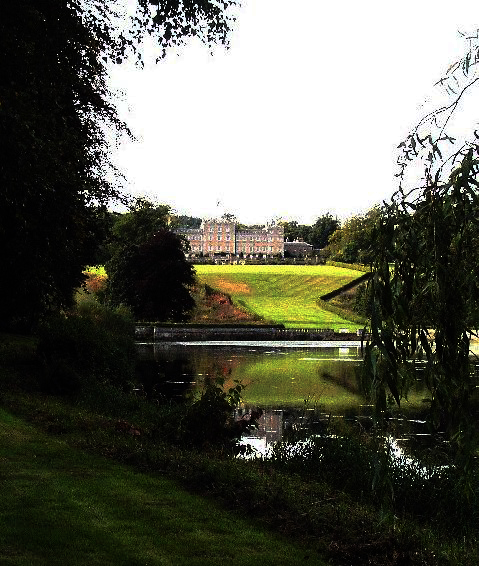
Вид на особняк со стороны озера

Комплекс зданий Адельфи в Лондоне был коммерческой неоклассической застройкой с террасами, построенной братьями Адамом, но в настоящее время в значительной степени снесён, в результате чего особняк Меллерстэйн является важной частью сохранившегося наследия Роберта Адама.
В интерьере особняка стены покрыты красочной штукатуркой разнообразных оттенков, свойственных эпохе классицизма. Современный набор помещений представлен небольшой гостиной (первоначально комната для завтрака), главной библиотекой (дизайн в виде двойного куба), музыкальной комнатой (первоначально столовая), главной гостиной с оригинальными настенными покрытиями из шелковой парчи, малой гостиной и второй (камерной) библиотекой. Главный вестибюль ведет к длинному коридору с лестницей в главную спальню, из которой есть задняя лестница, которая переходит в большую галерею, идущую с севера на юг.
В спальнях можно увидеть оригинальные обои, напечатанные вручную в 18 и 19 веках. Большая галерея сейчас является музеем и содержит коллекцию костюмов и предметов прошедших эпох.

## Парк

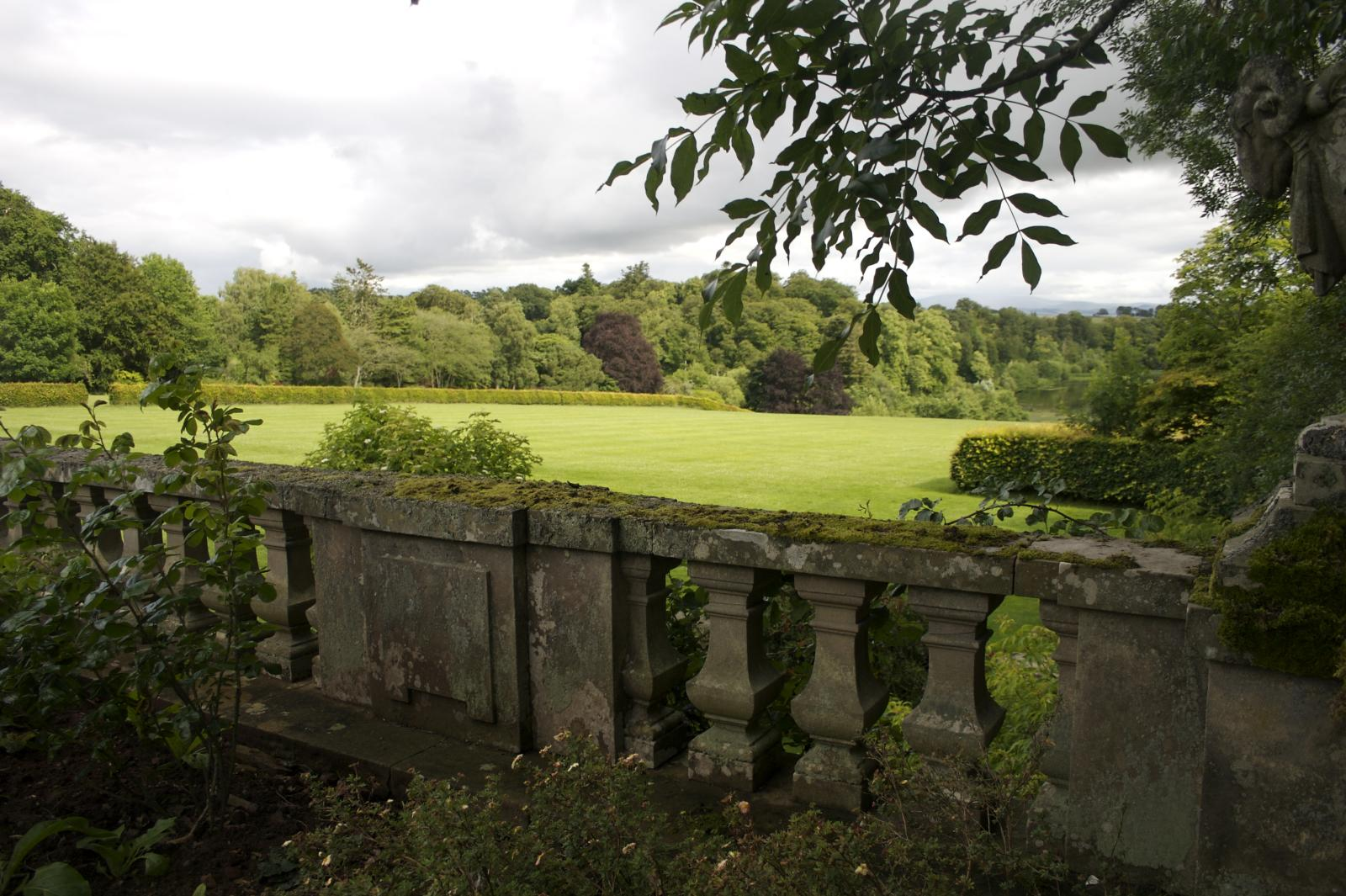
Вид на парк с террасы

Дом стоит на 80 гектарах парковой зоны, с итальянским садом в форме трех террас с балюстрадами. Ухоженный английский газон со стриженными тисами ступенями спускается к цветникам и озеру. Эти сады были спроектированы около 1910 года сэром Реджинальдом Бломфилдом. Полностью замысел ландшафтного архитектора не был реализован по финансовым обстоятельствам. Бломфилд писал впоследствии в своих мемуарах: «На реализацию задуманного грандиозного плана понадобились бы деньги Людовика XIV».